# Laguna Ndogo
La Laguna Ndogo (en francés: Lagune Ndougou) es el nombre que recibe un cuerpo de agua que se encuentra en la parte suroeste del país africano de Gabón. Sette Cama y Gamba son dos lugares conocidos que se encuentran en sus orillas. La Laguna Ndogo tiene probablemente la mayor densidad de islas en el mundo. Hay alrededor de 350 de ellas en su superficie de 582 kilómetros cuadrados. Cerca de la boca de la laguna Ndogo, alrededor de muchas islas se puede pescar barracudas, carrangue, gallineta, Captaine, atún y sábalo y muchos otros tipos de peces. Esta zona está repleta de actividades pesqueras y es reconocida por la pesca deportiva.